# 生神女進堂祭

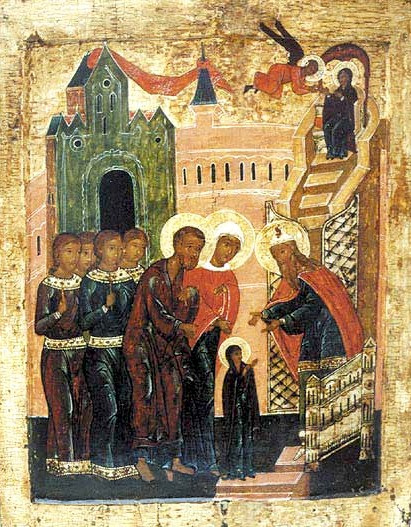
生神女進堂祭のイコン。（16世紀ロシア）

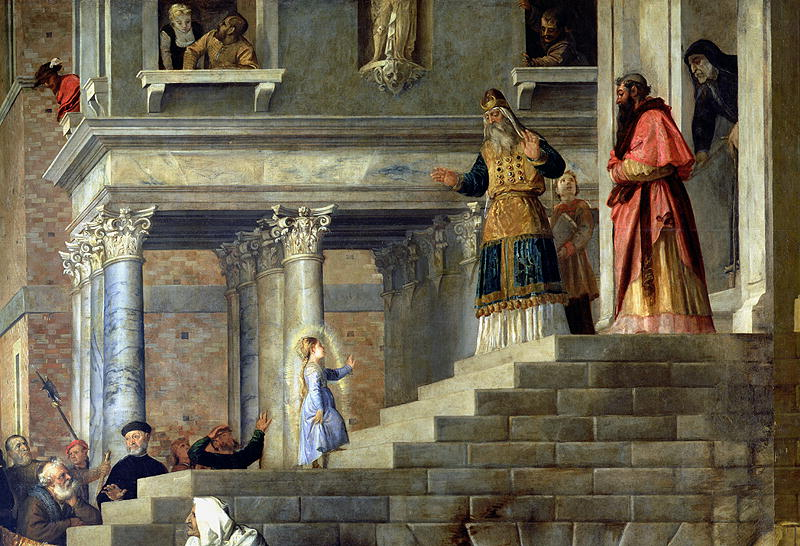
『聖母の奉献』（ティツィアーノ、16世紀）

生神女進堂祭（しょうしんじょしんどうさい）または聖母の奉献（せいぼのほうけん）は11月21日（ユリウス暦を用いる教会ではグレゴリオ暦12月4日にあたる）に祝われるキリスト教の祭日で、正教会の十二大祭および西方教会の聖人暦の記念日のひとつ。イエス・キリストの母生神女、マリヤが3歳ごろ、エルサレム神殿に入ったことを記憶する。生神女進殿祭（しょうしんじょしんでんさい）とも呼ばれる。
聖伝によれば、マリヤが3歳のとき、両親イオアキムとアンナは、彼女が生まれる前の誓いに従い、エルサレム神殿にマリヤを献じた。大祭司ザハリヤ（前駆授洗イオアンの父）は彼女を受けて、本来は女性が立ち入ることを許されない聖所へと彼女を導き、彼女はその後成人まで聖所に養われた。この祭では、この故事を記憶しマリヤを賛栄する。聖人伝には、この祭の教訓として、親たちに子どもを教会に伴い神の教えを聞くことの大切さを銘記させるものだとするものがある。
朗読箇所は、前日の晩課では、1）出エジプト記40:1-5, 9, 10, 16, 34, 35（モーセに指示された幕屋の構成と、幕屋への神の臨在）、2）列王記上7:51, 8:1, 3-7, 9-11 （ソロモンの神殿と、神殿への神の臨在）、3）エゼキエル書43:27-44:4 （幻に示された神殿の聖所とメシア王の入場）。早課ではルカ福音書1:39-49, 56（マリヤのエリザヴェタ訪問。エリザヴェタの賛詞、マリヤの祈り）。聖体礼儀においてはヘブライ書（エウレイ書）9:1-7（雛形としての幕屋について、その構成と過渡的性格）、ルカ福音書10:38-42、11:27,28（マリヤとマルタ、幸福なものとは神の言葉を聴き、守るものである）となり、他のいくつかの生神女の祭と同じである。
十二大祭のなかでは比較的新しく、7世紀末より前にはじまったと考えられる。東方で始まり、7世紀末にはすでにエルサレムで知られており（クリトの聖アンドレイが記録を残している）、その1世紀後にコンスタンティノープルに紹介された。西方にはさらに遅く入り、1347年にグレゴリオス11世がアヴィニョンで初めてこの祭を行った